# Glenea tonkinea
Glenea tonkinea är en skalbaggsart. Glenea tonkinea ingår i släktet Glenea och familjen långhorningar.

## Underarter
Arten delas in i följande underarter:
- G. t. diversenotata
- G. t. tonkinea